# Richard Foreman
Pour les articles homonymes, voir Foreman.
Richard Foreman, né Edward L. Friedman le 10 juin 1937 à New York (État de New York) et mort le 4 janvier 2025 dans la même ville, est un dramaturge américain pionnier du théâtre d'avant-garde. Il est le fondateur du Théâtre ontologique-hystérique.

## Biographie
Richard Foreman a écrit, mis en scène et conçu plus de cinquante de ses propres pièces à New York et à l'étranger. Il a reçu trois Obie Awards pour la meilleure pièce de l'année, et il a reçu quatre autres Obies pour la réalisation et pour « réalisation soutenue ». Il a reçu le prix annuel de la littérature de l' American Academy and Institute of Arts and Letters, un prix « Lifetime Achievement in the Theatre » du National Endowment for the Arts, le PEN American Center Master American Dramatist Award, une bourse MacArthur et en 2004 a été élu Officier de l'Ordre des Arts et Lettres de France[réf. nécessaire]. Ses archives et documents de travail ont été acquis par la Fales Library de l'Université de New York (NYU),.
Foreman a poursuivi ses études à l'Université Brown (BA 1959) et a reçu une maîtrise en écriture dramatique de la Yale School of Drama en 1962.  En tant qu'étudiant de premier cycle, il a joué un rôle déterminant dans la formation de Production Workshop, le groupe de théâtre étudiant de l'Université Brown, tout en prenant part à d'autres théâtres étudiants, y compris la mise en scène de la production 1958 de Brownbrokers de Down to Earth. En 1993, Brown lui a décerné un doctorat honorifique.
À Yale, Foreman a étudié avec John Gassner, le critique dramatique et ancien directeur littéraire de The Theatre Guild. Dans le documentaire du Lower East Side Biography Project, Foreman décrit Gassner comme un «professeur très rigoureux et merveilleux». Bien que Gassner ait reconnu les talents de Foreman, il a critiqué son élève pour la nature répétitive de son travail. Foreman a raconté cette histoire à plusieurs reprises comme un moment déterminant qui l'a amené à être en mesure de rejeter les attentes théâtrales de ses professeurs et de ses prédécesseurs et de s'approprier son style d'écriture. En 1988, Foreman a rappelé: «Il [Gassner] a dit que mon seul problème était que j'avais tendance à opter pour un grand effet dramatique et que je le répétais ensuite, le répétais et le répétais. Pendant longtemps, j'ai essayé de corriger cela jusqu'à ce que je réalise: «C'est idiot. Si c'est ce que je veux, je devrais en faire un atout, ou du moins essayer de le faire".

### Influence de Gertrude Stein
Un certain nombre de chercheurs ont attiré l'attention sur les parallèles entre les théories de Gertrude Stein et l'esthétique théâtrale de Richard Foreman. Foreman lui-même a parlé de l'importance de ses écrits pour son travail. En 1969, Foreman déclare : « Gertrude Stein faisait évidemment toutes sortes de choses que nous n'avons pas encore rattrapées ».

## Théâtre ontologique et hystérique
Le Théâtre ontologique et hystérique (OHT) a été fondé par Foreman en 1968. Foreman a monté ses premières productions avec OHT à la Film-Maker's Cinematheque sur Wooster Street, où il a travaillé sous George Maciunas.
Selon le site Web de l'OHT, la société est fondée avec la mission « de dépouiller le théâtre de tout sauf de l'impulsion singulière et essentielle de mettre en scène la tension statique des relations interpersonnelles dans l'espace. L'OHT cherche à produire des œuvres qui équilibrent un style primitif et minimal avec des thèmes extrêmement complexes et théâtraux. Les pièces de théâtre de Richard Foreman, dont il a réalisé plus de 50 au cours des 42 dernières années, constituent le cœur de la programmation annuelle de la société ».
Les premières productions de OHT, Angelface (1968) et Ida-Eyed (1969), n'ont reçu presque aucune attention critique. Au milieu des années 1970, cependant, OHT a gagné du terrain avec des œuvres relativement populaires telles que Sophia = (Wisdom) Part 3: The Cliffs (1972).

### Incubateur ontologique-hystérique
Le théâtre ontologique et hystérique se targue de nourrir les talents des jeunes et émergents praticiens du théâtre. Selon leur site Web, «l'OHT a été le point de départ de nombreux artistes qui ont fait leur marque à New York et à l'étranger, notamment David Herskovitz, directeur artistique du Target Margin Theatre, Damon Keily directeur artistique de l'American Theatre de Chicago , Radiohole, Elevator Repair Service, Pavol Liska, NTUSA, ainsi que Richard Maxwell, Sophie Haviland, Bob Cucuzza, DJ Mendel, Ken Nintzle et Young Jean Lee".
En 1993, OHT a commencé son programme d'artistes émergents en lançant la série Blueprint pour les réalisateurs émergents. En 2005, OHT a réorganisé son programme d'artistes émergents sous le nom d'INCUBATOR, « créant une série de programmes liés pour fournir aux jeunes artistes de théâtre des ressources et un soutien pour développer des productions théâtrales originales orientées processus ». Les programmes INCUBATOR comprennent un programme de résidence, deux festivals de musique annuels, une série de concerts réguliers, un programme de travaux en cours en série appelé Short Form, ainsi que des tables rondes et des salons.

## Travaux

### Pièces
- Angelface, New York City (1968)
- Ida-Eyed, New York City (1969)
- Total Recall, New York City (1970)
- HcOhTiEnLa (or) Hotel China, New York City (1971)
- Dream Tantras for Western Massachusetts, Lennox, Massachusetts (1971) (musique de  Stanley Silverman)
- Evidence, New York City (1972)
- Sophia= (Wisdom) Part 3: The Cliffs, New York City (1972)
- Particle Theory, New York City (1973)
- Classical Therapy or A Week under the Influence... , Paris (1973)
- Pain(t), New York City (1974)
- Vertical Mobility, New York City (1974)
- Pandering to the Masses: A Misrepresentation, New York City (1975)
- Rhoda in Potatoland (Her Fall-Starts), New York City (1975)
- Livre des Splendeurs: Part One, Paris (1976)
- Book of Splendors: Part Two (Book of Leaves) Action at a Distance, New York City (1977)
- Blvd. de Paris (I've Got the Shakes), New York City (1977)
- Madness and Tranquility (My Head Was a Sledgehammer), New York City (1979)
- Place + Target, Rome (1980)
- Penguin Touquet, New York City (1981)
- Café Amérique, Paris (1981)
- Egyptology, New York City (1983)
- La Robe de Chambre de Georges Bataille, Paris (1983)
- Miss Universal Happiness, New York City (1985)
- The Cure, New York City (1986)
- Film Is Evil: Radio Is Good, New York City (1987)
- Symphony of Rats, New York City (1987)
- Love and Science, Stockholm (1988)
- What Did He See? New York City (1988)
- Lava, New York City (1989)
- Eddie Goes to Poetry City: Part One, Seattle (1990)
- Eddie Goes to Poetry City: Part Two, New York City (1991)
- The Mind King, New York City (1992)
- Samuel's Major Problems, New York City (1993)
- My Head Was A Sledgehammer, New York City (1994)
- I've Got the Shakes, New York City (1995)
- The Universe, New York City (1995)
- Permanent Brain Damage, New York City (1996) (toured to London)
- Pearls for Pigs, Hartford, Connecticut (1997) (toured to Montreal, Paris, Rome, Los Angeles, and New York City)
- Benita Canova, New York City (1997)
- Paradise Hotel (Hotel Fuck), New York City (1998) (toured to Paris, Copenhagen, Salzburg and Berlin)
- Bad Boy Nietzsche, New York City (2000 (toured to Brussels, Berlin and Tokyo)
- Now That Communism is Dead, My Life Feels Empty, New York City (2001) (toured to Vienna and the Netherlands)
- Maria Del Bosco, New York City (2002) (toured to Singapore)
- Panic! (How to Be Happy!), New York City (2003) (toured to Zurich and Vienna)
- King Cowboy Rufus Rules the Universe!, New York City (2004)
- The Gods Are Pounding My Head! AKA Lumberjack Messiah, New York City (2005)
- Zomboid! (Film/Performance Project #1), New York City (2006)
- Wake Up Mr. Sleepy! Your Unconscious Mind Is Dead!, New York City (2007)[11]
- Deep Trance Behavior in Potatoland (A Richard Foreman Theater Machine), New York City (2008)[12]
- Idiot Savant, New York City (2009)
- Old-Fashioned Prostitutes (A True Romance), New York City (2013)[13]

### Opéras
- Elephant Steps, Tanglewood (1968) / New York City (1970) (musique de  Stanley Silverman)
- Dr. Selavy's Magic Theater, New York City (1972) (musique de  Stanley Silverman)
- Hotel for Criminals, New York City (1974) (musique de  Stanley Silverman)
- American Imagination, New York City (1978) (musique de  Stanley Silverman)
- Madame Adare, New York City (1980) (musique de  Stanley Silverman)
- Africanus Instructus, New York City (1986) (musique de  Stanley Silverman)
- Love & Science, New York City (1990) (musique de  Stanley Silverman)
- What To Wear, Los Angeles (2006 (musique de  Michael Gordon)
- Astronome: A Night At The Opera, New York City (2009) (musique de  John Zorn)

### Films et vidéos
- Out of the Body Travel, video play (1975)
- City Archives, video play (1977)
- Strong Medicine, long métrage (1978)
- Radio Rick in Heaven and Radio Richard in Hell, film (1987)
- Total Rain, video play (1990)
- Once Every Day, long métrage (2012)
- Now You See It Now You Don't, long métrage (2017)
- Mad Love, long métrage (2018)

### Livres
- Plays and Manifestos (1976)
- Theatre of Images (1977)
- Reverberation Machines: The Later Plays and Essays (1986)
- Love and Science: Selected Librettos by Richard Foreman (1991)
- Unbalancing Acts: Foundations for a Theater (1993)
- My Head Was a Sledgehammer: Six Plays (1995)
- No-body: A Novel in Parts (1996)
- Paradise Hotel and Other Plays (2001)
- Richard Foreman (Art + Performance) (2005)
- Bad Boy Nietzsche! and Other Plays (2005)
- Manifestos and Essays (2010)
- Plays with Films (New York: Contra Mundum Press, 2013)
- Plays For The Public (Theatre Communications Group, 2019)

## Récompenses et honneurs
Richard Foreman a remporté sept prix Obie du Village Voice, dont trois de la meilleure pièce et un pour l'ensemble de sa carrière. De plus, il a reçu :
- 1972 - Bourse Guggenheim pour l'écriture dramatique
- 1974 - Bourse aux auteurs dramatiques de la Fondation Rockefeller
- 1990 - Bourse de développement de jeu de la Fondation Ford pour Eddie Goes to Poetry City
- 1990 - Bourse d'artiste émérite du National Endowment for the Arts (NEA) pour l'ensemble de ses réalisations en théâtre
- 1992 - Prix de l'Académie américaine et de l'Institut des arts et des lettres en littérature
- 1992 et 1995 - Bourse d'écriture dramatique du National Endowment for the Arts
- 1995-2000 - Bourse MacArthur
- 1996 - Prix Edwin Booth pour la réalisation théâtrale
- 2001 - Prix PEN / Laura Pels Theatre Award Master American Playwright Award

Décorations
- Officier de l'ordre des Arts et des Lettres de la République française (2004)[réf. nécessaire].